# Chok Ko Wan Tsui
Chok Ko Wan Tsui (kinesiska: 竹篙灣咀, 竹篙湾咀) är en udde i Hongkong (Kina). Den ligger i den nordvästra delen av Hongkong. Chok Ko Wan Tsui ligger på ön Tai Yue Shan.
Terrängen inåt land är huvudsakligen kuperad, men söderut är den platt. Havet är nära Chok Ko Wan Tsui österut.  Centrala Hongkong ligger 12,0 km öster om Chok Ko Wan Tsui. 